# Sonakshi Sinha

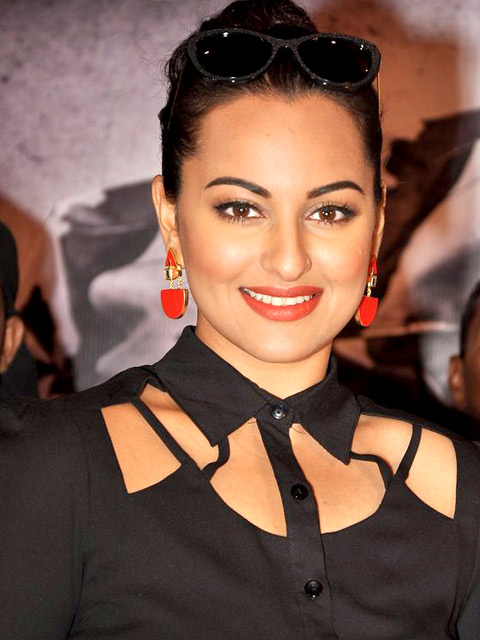
Sonakshi Sinha (2014)

Sonakshi Sinha  [soːnaːkʂiːsɪnɦaː], (Hindi सोनाक्षी सिन्हा; * 2. Juni 1987 in Patna, Bihar) ist eine indische Schauspielerin des Hindi-Films. Sie hatte ihr Schauspieldebüt 2010 mit dem Film Dabangg neben Salman Khan. Sinha erhielt dafür den Filmfare Award in der Kategorie bestes Debüt.

## Leben
Sie ist die jüngste Tochter des Schauspielehepaars Shatrughan Sinha und Poonam Sinha. Von ihren zwei älteren Zwillingsbrüder Luv Sinha und Kush Sinha ist der Erstere auch als Schauspieler tätig. Sie ist eine Cousine der Geschwister Pooja Ruparel und Bhavna Ruparel.
Nach ihrer Schulausbildung an der Arya Vidya Mandir High School in Mumbai absolvierte sie ein dreijähriges Modedesign-Studium an der SNDT Women’s University. Daraufhin arbeitete sie als Designerin und entwarf beispielsweise Kostüme für den Film Mera Dil Leke Dekho (2005).
Als Model trat sie auf der Lakme Fashion Week 2008 und 2009 in Erscheinung. Dort wurde sie von Arbaaz Khan (Bruder von Salman Khan) angesprochen, der ihr die Hauptrolle als Rajjo in Dabangg anbot. An der Seite des Superstars Salman Khan erzielte der Film 2010 ein weltweites Einspielergebnis von 2,15 Mrd. Rupien, der somit zum damaligen erfolgreichsten Bollywoodfilm wurde. Weitere Auftritte hatte sie 2012 in den indischen Kassenschlagern Rowdy Rathore zusammen mit Akshay Kumar, in Son of Sardaar neben Ajay Devgan und in Dabangg 2.
Im Jahr 2013 war Sonakshi Sinha unter anderem im Drama Lootera an der Seite von Ranveer Singh und in der Actionromanze R... Rajkumar neben Shahid Kapoor zu sehen.

## Filmografie
- 2010: Dabangg
- 2012: Rowdy Rathore
- 2012: C.I.D. (Fernsehserie, eine Folge)
- 2012: Joker
- 2012: OMG – Oh My God! – Gastauftritt im Song (Go Go Govinda)
- 2012: Son of Sardaar
- 2012: Diya Aur Baati Hum (Fernsehserie, eine Folge)
- 2012: Dabangg 2
- 2013: Himmatwala – Gastauftritt im Song (Thank God It’s Friday)
- 2013: Lootera
- 2013: Once Upon a Time In Mumbai Dobaara!
- 2013: Boss – Gastauftritt im Song (Party All Night und Har Kisi Ko)
- 2013: Bullett Raja
- 2013: R... Rajkumar
- 2014: Holiday: A Soldier Is Never Off Duty
- 2014: Action Jackson
- 2014: Lingaa
- 2015: Tevar
- 2015: All Is Well – Gastauftritt im Song (Nachan Farrate)
- 2016: Akira
- 2016: Force 2
- 2017: Ittefaq
- 2018: Welcome to New York
- 2024: Heeramandi: The Diamond Bazaar (Fernsehserie, acht Folgen)

## Auszeichnungen (Auswahl)
Filmfare Awards
- 2011: Bestes Debüt – Dabangg

IIFA Awards
- 2011: Beste Debütantin – Dabangg

Star Screen Awards
- 2011: Meistversprechendste Newcomerin – Dabangg

Zee Cine Awards
- 2011: Beste Debütantin – Dabangg
- 2014: Kritikerpreis – Beste Darstellerin – Lootera

Stardust Awards
- 2011: Superstar of Tomorrow (female) – Dabangg